# L'ora di punta
L'ora di punta è un film del 2007 scritto e diretto da Vincenzo Marra, presentato in concorso alla 64ª Mostra del Cinema di Venezia.

## Trama
Filippo Costa è un giovane agente della Guardia di Finanza. Inizialmente sembra volere fare carriera all'interno del Corpo, ma quando si trova di fronte a casi di corruzione comincia a progettare illeciti affari finanziari in grado di fargli guadagnare grosse somme di denaro.